# Аудиторські послуги
Аудиторські послуги можуть надаватися у формі аудиторських перевірок (аудиту) та пов'язаних з ними експертиз, консультацій з питань бухгалтерського обліку, звітності, оподаткування, аналізу фінансово-господарської діяльності та інших видів економіко-правового забезпечення підприємницької діяльності фізичних та юридичних осіб.